# Vaso Airlines
Vaso Airlines (Russisch: Воронежское Акционерное Самолетостроительное Общество (BACO)) is een Russische luchtvaartmaatschappij met haar thuisbasis in Voronezj.

## Geschiedenis
Vaso Airlines is opgericht in 1993 onder de naam Vaso Leasing door
de Voronezh vliegtuigfabriek.
Vanaf 1999 wordt de huidige naam gevoerd.

## Vloot
De vloot van Vaso Airlines bestaat uit:(dec.2006)
- 6 Iljoesjin IL-86
- 1 Iljoesjin Il-96